# Lucius Stertinius Noricus
 (mai 2016).
Lucius Stertinius Noricus (fl. 113-127) est un homme politique de l'Empire romain.

## Vie
Fils de Lucius Stertinius Avitus. Il est consul suffect en 113 et proconsul de l'Afrique en 126/127.
Il est le père de Stertinia Rufina, femme de Decimus Fonteius Fronto, les parents de Decimus Fonteius Frontonianus Lucius Stertinius Rufinus.